# سامسون

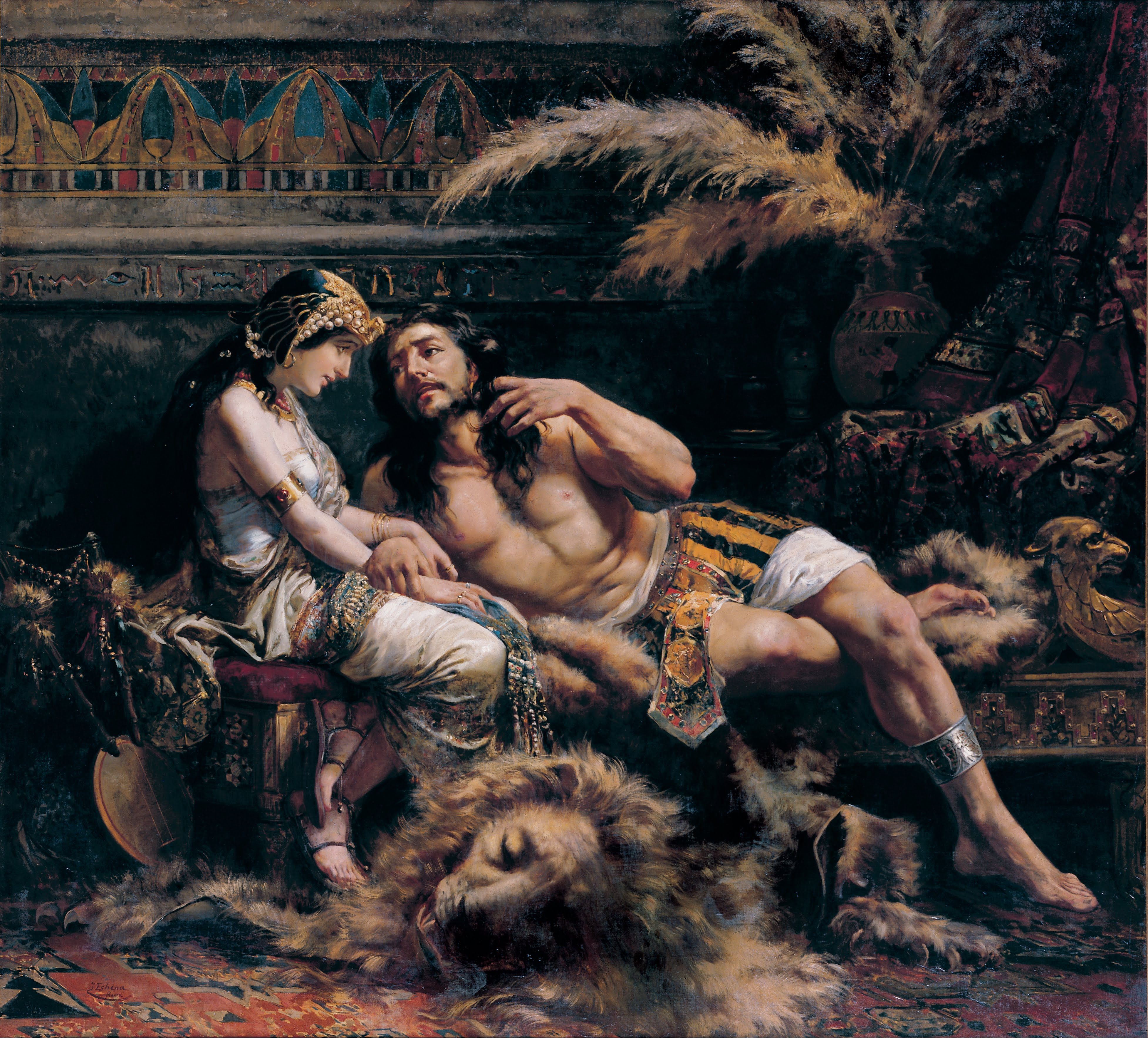
سامسون و دلیله. دلیله، همسر سامسون او را فریب داد و رازش را از زبانش درآورد و در اختیار دشمنانش (فلسطینی‌ها) گذاشت.

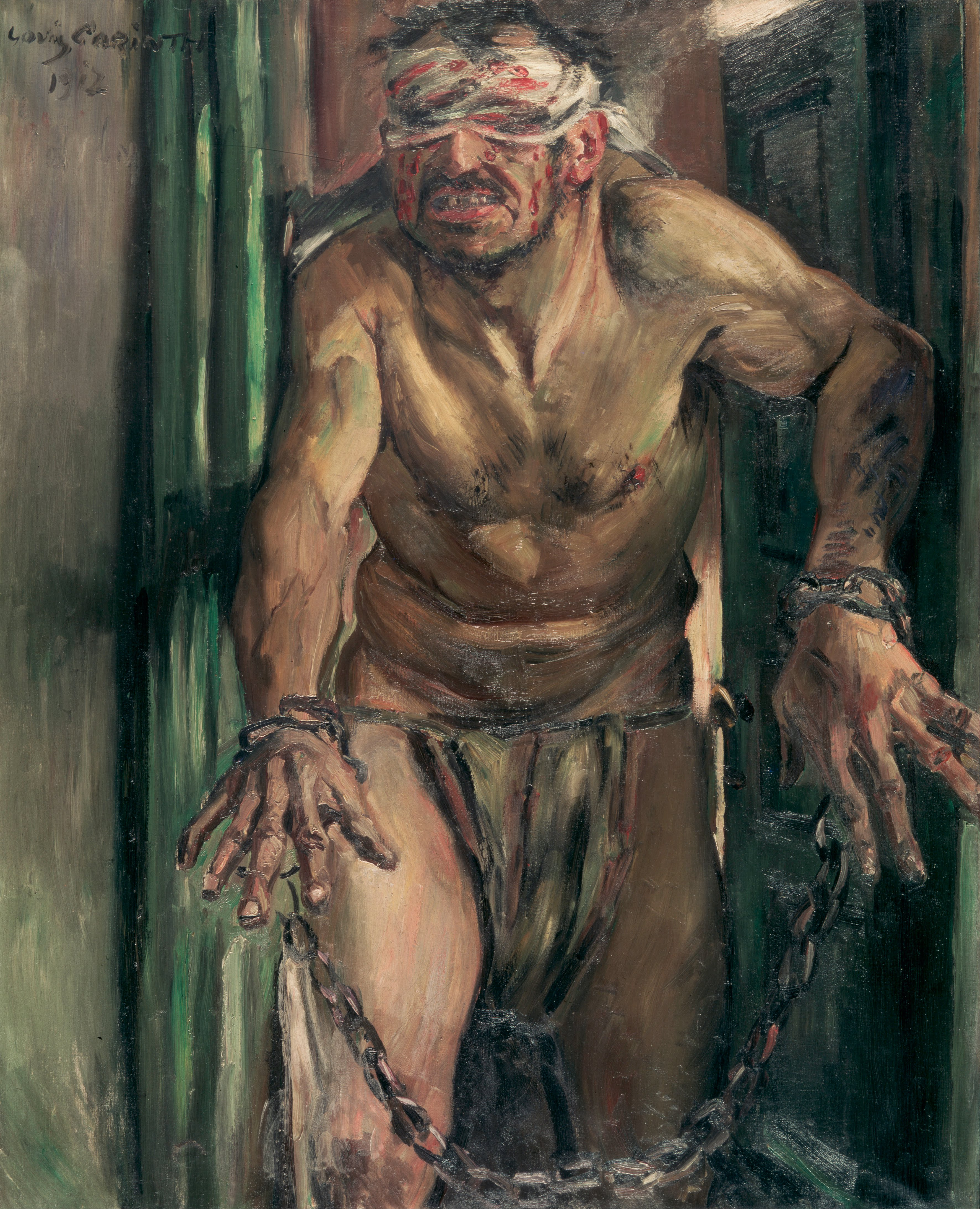
سامسون نابینا شده در غل و زنجیر، اثر لویس کرینت.

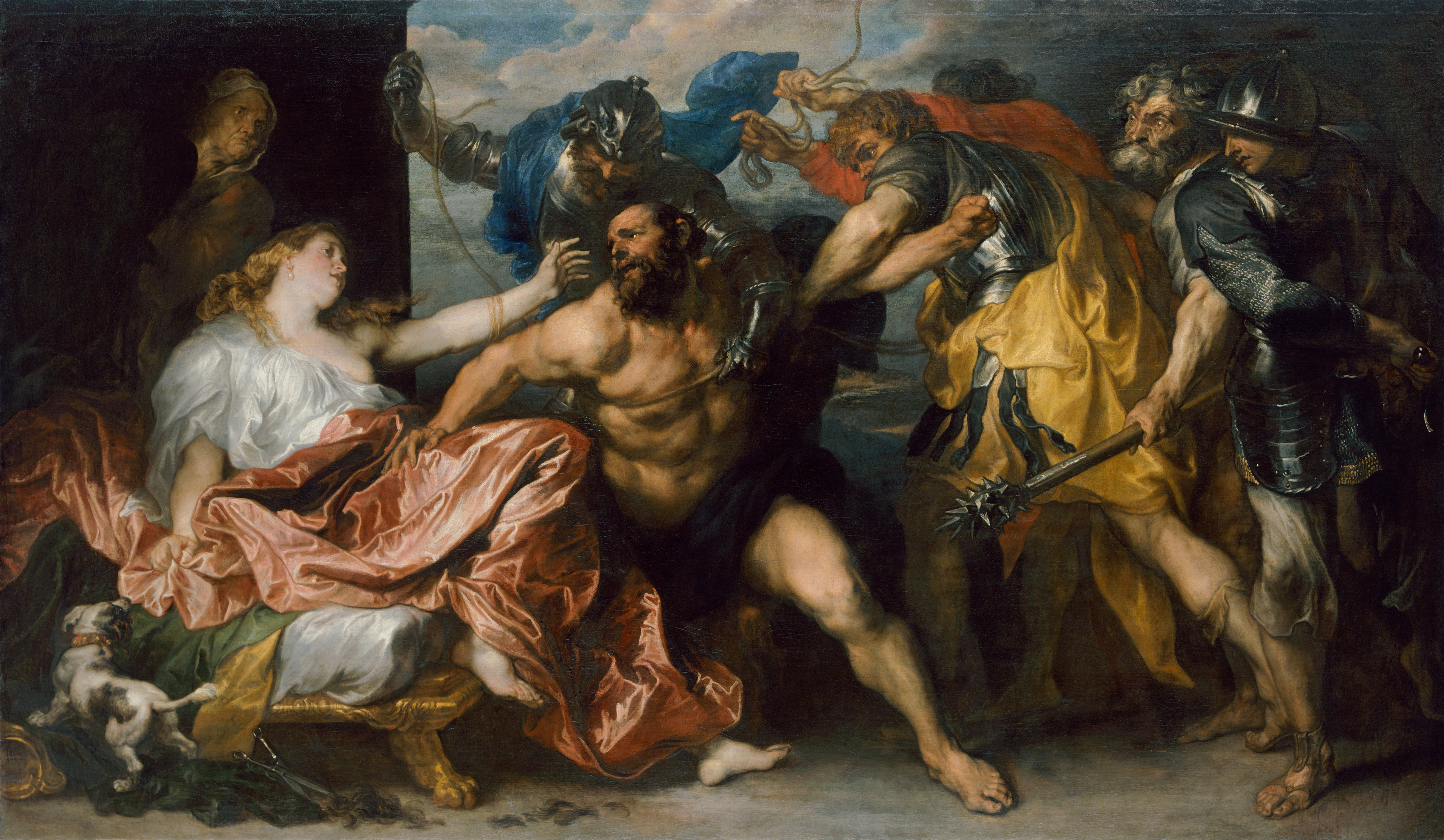
شمشون و دلیله- آنتونی دیک

سامسون یا شمشون یا شمعون (عبری:שִׁמְשׁוֹן،شیمشون به معنی «چون خورشید»)، پسر مانوح و از قبیله دان، یکی از شخصیت‌های عهد عتیق و داوران بنی‌اسرائیل است که پس از پایان دوره داوران کوچک و مرگ عبدون به داوری رسید. زادروز او در زمان سلطه فلسطینی‌ها بر بنی‌اسرائیل بود. شمشون پیش از به دنیا آمدن، نذیره خداوند شده بود. او بسیار نیرومند بود اما بدون رضایت پدرش با زنی از اهل تمنه ازدواج کرد. پس از این‌که ایشان به وی خیانت کردند و همسر او را به کس دیگری دادند شمشون در انتقام غلات و باغ‌های زیتون فلسطینی‌ها را به آتش کشید. فلسطینی‌ها به یهودیه حمله کردند تا شمشون را اسیر سازند ولی او با چانه الاغش هزار نفر از ایشان را کشت. بعد از آن شمشون به خانه زن زناکاری در غزه وارد شد و با او درآمیخت. اهالی غزه او را احاطه کرده و در نزدیکی دروازه شهر برای وی کمین گزاردند ولی او در نیمه‌های شهر برخاسته دروازه‌ها و پشت‌بندهای شهر را که نماد قدرت بودند؛ کنده و با خود به قله کوهی در مقابل حبرون برد.
پس از آن در دره سوقِک با زن فاحشه‌ای به نام دلیله درآمیخت و سروران فلسطین از دلیله خواستند که راز قدرت شمشون را پیدا کند، و به او قول دادند که در عوض به وی هزار و صد مثقال نقره بدهند. دلیله بار نخست از شمشون علت نیرومندیش را پرسید؛ و شمشون گفت که اگر او را به هفت شاخه بید تازه خشک‌نشده ببندند، ناتوان خواهد شد. فلسطینیان هفت شاخه بید آوردند، اما شمشون ضعیف نشد و شاخه‌ها شکستند. دلیله بار دوم از شمشون خواست که راز نیرومندی‌اش را بگوید اما او گفت که اگر به ریسمان‌های تازه بسته شوم، مانند دیگر مردم ضعیف می‌شوم. دلیله ریسمان‌های تازه گرفت و شمشون را به آن بست؛ اما شمشون به راحتی همه را باز کرد. دلیله بار سوم از شمشون همان پرسش را کرد؛ اما شمشون پاسخ داد اگر هفت موی سر مرا به تار ببافی، ضعیف خواهد شد؛ دلیله در هنگام خوابیدن هفت موی سر شمشون را به تار و چوب نساج بست، اما پس از بیداری، شمشون آن‌ها را کند. تا این که سرانجام به فریب و حیله، دلیله دریافت که شمشون از رحم مادرش نذر خداست، و اگر موهایش تراشیده شود نیرومندی‌اش از بین می‌رود. دلیله فلسطینی‌ها را به آن‌جا طلبید و فلسطینیان موهای شمشون را بریدند. با شکسته شدن پیمان نذیره، شمشون به اسارت فلسطینیان درآمد؛ آنان او را کور کرده و در غزه زندانی کردند.
در روزی که سروران فلسطین برای بزرگداشت خدایشان داجون جمع شده بودند، شمشون نیز به جشن آورده شد. در زمانی که شمشون در زندان بود، موهای او دوباره رشد کرده، قدرتش بازگشته بود. پس دو ستون که سقف معبد بر روی آن‌ها قرار داشت را با دو دست خود انداخت، سقف معبد بر روی خود و تمام فلسطینیان حاضر در معبد فروریخت و همه با هم کشته شدند.
برادران و بستگانش جسد او را از زیر آوار بیرون کشیدند و او را در بین راه صرعه و اشتاعول و در قبر پدرش مانوح به خاک سپردند.

## سامسون در اسلام
در برخی از کتب تفسیری آمده است که سامسون نام مردی مومن عادل از بنی اسرائیل است و به سامسون قوی معروف است. به دلیل قدرت دستانش به الجبار نیز معروف است. ثعلبی داستان او را در تفسیر الکشف و البیان تفسیر القرآن ذکر کرده و داستان او را به وهب بن منبیه نسبت داده است. او از تابعینی است که اخبار بنی اسرائیل را نقل کرده است.